# Spiegelkogel
Le Spiegelkogel est une montagne composée de trois cimes (Hinteren, Mittleren et Vorderen Spiegelkogel) qui s’élève à 3 424 m d’altitude dans les Alpes de l'Ötztal, en Autriche.